# 柴宿駅
柴宿駅（しばじゅくえき）は、岩手県一関市東山町長坂字柴宿にある、東日本旅客鉄道（JR東日本）大船渡線の駅である。いわゆる「鍋弦線」の北西角に位置する。

## 歴史
- 1962年（昭和37年）5月15日：請願駅として開業[3][4]。無人駅[4][5]。
- 1987年（昭和62年）4月1日：国鉄分割民営化により、JR東日本の駅となる[3]。
- 2024年（令和6年）10月1日：えきねっとQチケのサービスを開始[1][6]。

## 駅構造
単式ホーム1面1線を有する地上駅である。一ノ関駅管理の無人駅である。

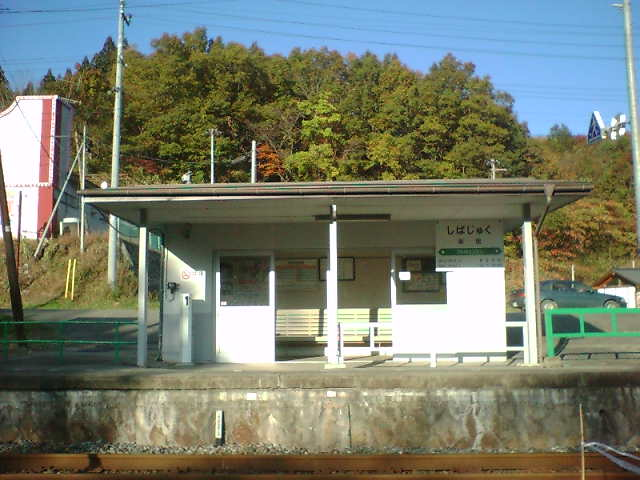
待合所（2005年11月）
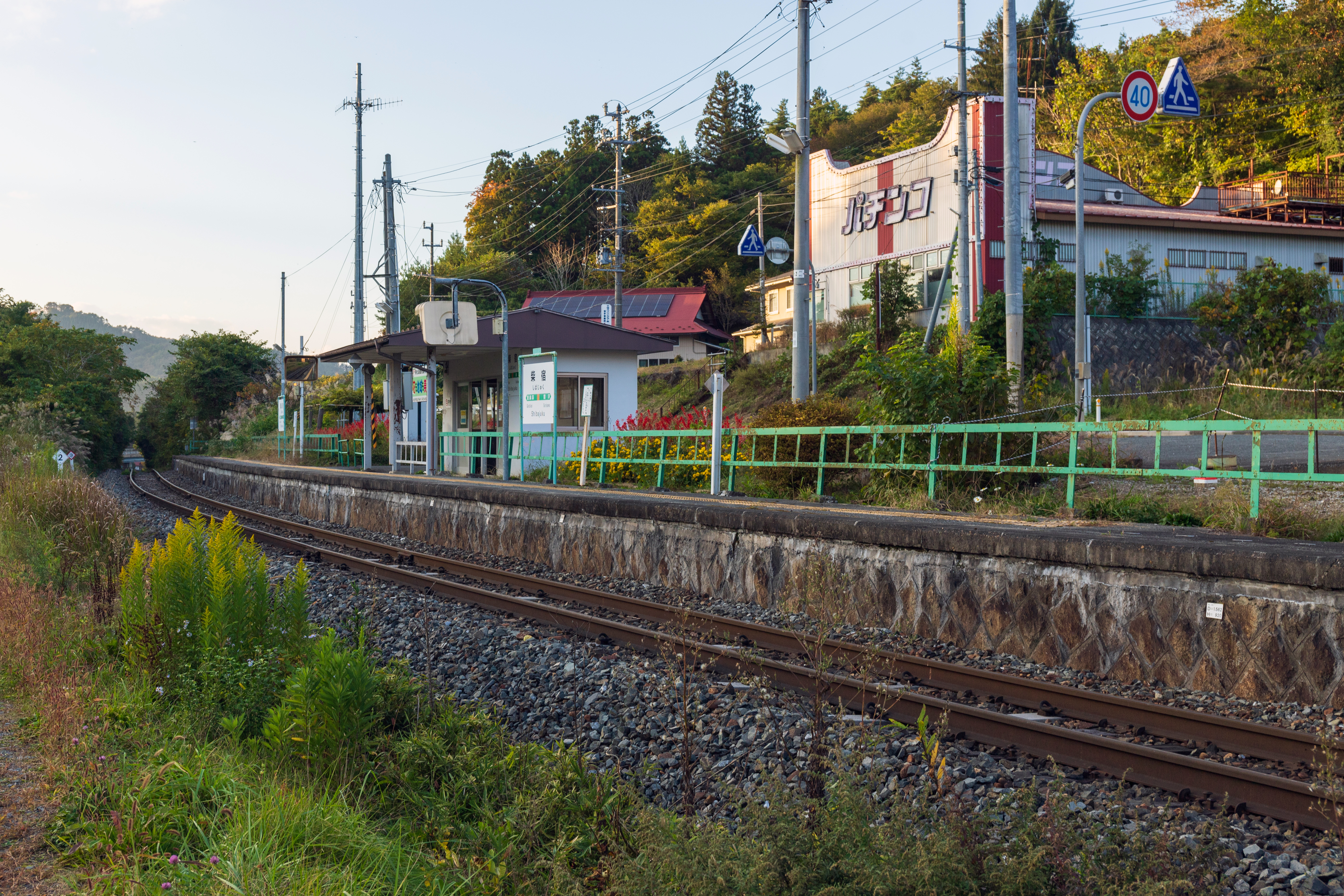
ホーム（2022年10月）

## 駅周辺
- 産直センター季節館

## 隣の駅
東日本旅客鉄道（JR東日本）
■大船渡線
猊鼻渓駅 - 柴宿駅 - 摺沢駅